# الحسن كيتا
الحسن كيتا (بالفرنسية: Alhassane Keita)‏ هو لاعب كرة قدم غيني الجنسية، مسلم الديانة .
لعب لنادي الاتحاد السعودي سابقاً ولعب لنادي ريال مايوركا الأسباني وفي موسم 2010/2011 تم عارتة إلى النادي بلد الوليد لمده موسم واحد، ثم انتقل إلى نادي الشباب السعودي بعقد لمدة موسمين ويعتبر أحد أميز المحترفين الاجانب في نادي الاتحاد لموسم 2006/2007 من ناحية إرباك الخصوم وبخاصة المدافعين للفريق الآخر فهو يمتاز بالسرعة الفائقة ويستطيع توزيع طاقته على مدى دقائق اللعب حتى لايصاب بالكلل أو التعب.
يظل الحسن الكيتا علامة بارزة في تاريخ اللاعبين الاجانب في إتحاد جده.
تم إقصائه من إدارة الإتحاد السعودي وعدم تعاقد أي نادي سعودي بعد فعله حركة سيئة في نهائي كأس خادم الحرمين الشريفين للأبطال 2008 للأبطال ومع ذلك فقد انتقل اللاعب كيتا للعب لريال مايوركا وقد سجل عدد من الأهداف ولكن أبرزها في مرمى إيكر كاسياس
وهدف التعادل في مرمى فيكتور فالديز
في شهر يناير من عام 2011 وبسبب صدور عفو شامل على جميع الرياضيين بالمملكة العربية السعودية
تمكن نادي الشباب السعودي من التوقيع مع اللاعب الغيني وضمن صفوف نادي دبي الإماراتي و خضع لفترة تجربة مع نادي الوطني السعودي عام 2017 و لكن لم يتم التوقيع معه
اعتزل الحسن كيتا بعام 2018 برصيد 453 هدف.

## وصلات خارجية
- الحسن كيتا على موقع الاتحاد الدولي لألعاب القوى (الإنجليزية)
- الحسن كيتا على موقع قاعدة بيانات كرة القدم.إي يو (الإنجليزية)
- الحسن كيتا على موقع ناشيونال فوتبول تيمز (الإنجليزية)
- الحسن كيتا على موقع Soccerway.com (الإنجليزية)
- الحسن كيتا على موقع عالم كرة القدم.نت (الإنجليزية)
- الحسن كيتا على موقع AS.com (الإسبانية)